# Richie Cunningham
Richie Cunningham (25 de agosto de 1973) es un deportista australiano que compitió en triatlón.
Ganó una medalla de oro en el Campeonato Mundial por Relevos de 2003 y una medalla de bronce en el Campeonato de Oceanía de Triatlón de 2004. Además, obtuvo dos medallas de bronce en el Campeonato Mundial de Ironman 70.3, en los años 2006 y 2008.

## Palmarés internacional
| Campeonato Mundial por Relevos | Campeonato Mundial por Relevos | Campeonato Mundial por Relevos | Campeonato Mundial por Relevos |
| Año                            | Lugar                          | Medalla                        | Prueba                         |
| ------------------------------ | ------------------------------ | ------------------------------ | ------------------------------ |
| 2003                           | Tiszaújváros (Hungría)         | Medalla de oro                 | Relevos                        |
| Campeonato de Oceanía          |                                |                                |                                |
| Año                            | Lugar                          | Medalla                        | Prueba                         |
| 2004                           | Devonport (Australia)          | Medalla de bronce              | Individual                     |

| Campeonato Mundial | Campeonato Mundial          | Campeonato Mundial | Campeonato Mundial |
| Año                | Lugar                       | Medalla            | Prueba             |
| ------------------ | --------------------------- | ------------------ | ------------------ |
| 2006               | Clearwater (Estados Unidos) | Medalla de bronce  | Individual         |
| 2008               | Clearwater (Estados Unidos) | Medalla de bronce  | Individual         |